# Greek
Greek är en amerikansk TV-serie som är skapad av Patrick Sean Smith och utspelar sig på Cyprus-Rhodes University i Ohio. Den sändes ursprungligen i ABC Family mellan 9 juli 2007 och 7 mars 2011. De flesta karaktärerna är medlemmar i olika kvinnliga och manliga studentföreningar och de största är Zeta Beta Zeta- ZBZ, Omega Chi Delta - ΩΧΔ,Kappa Tau Gamma - ΚΤΓ.

## Handling
Serien handlar om en kille vid namn Rusty Cartwright. Han har precis börjat college och det är samma skola som hans syster Casey Cartwright går på. Ingen visste om att Casey hade en bror. Casey har en pojkvän som heter Evan och han ger Rusty en plats i föreningen Omega Chi Delta fraternity efter att Rusty såg att Evan var otrogen med Rebecca Logan.
Efter att Rusty berättar för Casey att Evan har varit otrogen går inte Rusty med i Omega Chi, utan går istället med i Kappa Tau Gamma där Caseys ex-pojvän Cappie är ordförande. 

## Huvudpersoner
- Rusty Cartwright (ΚΤΓ) - (Jacob Zachar)
- Casey Cartwright (ZBZ) - (Spencer Grammer)
- Cappie (ΚΤΓ)- (Scott Foster)
- Evan Chambers (ΩΧΔ) - (Jake McDorman)
- Rebecca Logan (ZBZ) - (Dilshad Vadsaria)
- Calvin Owens (ΩΧΔ) - (Paul James)
- Ashleigh Howard (ZBZ) - (Amber Stevens)
- Dale Kettlewell - (Clark Duke)
- Frannie Morgan (ZBZ) - (Tiffany Dupont)

Andra karaktärer
- Charles "The Beaver" (ΚΤΓ) - (Aaron Hill)
- Jen K (ZBZ) - (Jessica Rose)
- Ben Bennett (ΚΤΓ) - (Daniel Weaver)
- Wade (ΚΤΓ) - (Derek Mio)
- Tegan Walker (ZBZ) - (Charisma Carpenter)
- Lizzie (ZBZ) - (Senta Moses)
- Heath (ΚΤΓ) - (Zack Lively)

## Om serien
I Sverige visades serien i Kanal 5, söndagar klockan 18.05.

### Fotnoter
1. ↑  Stay tuned for sex, booze and religion (på engelska), Los Angeles Times, 2 juli 2007, läs online.[källa från Wikidata]
2. ↑  ”Greek” (på engelska). TV.Com. Arkiverad från originalet den 7 mars 2017. https://web.archive.org/web/20170307062409/http://www.tv.com/shows/greek/. Läst 26 januari 2017.